# 모어
모어(母語) 또는 모국어(母國語) 혹은 제1언어(영어: First Language)란 사람이 태어나서 처음 습득하여 익힌 언어를 뜻한다. 또한 모어는 인간의 정체성 확립에 중요한 구실을 한다. 이런 중요성 때문에 유네스코(UNESCO, 1999년 11월 17일)는 매년 2월 21일을 국제 모국어의 날로 선언하였다. 또한 어떤 언어를 모어로 쓰는 사람을 원어민(原語民)이라고 한다.

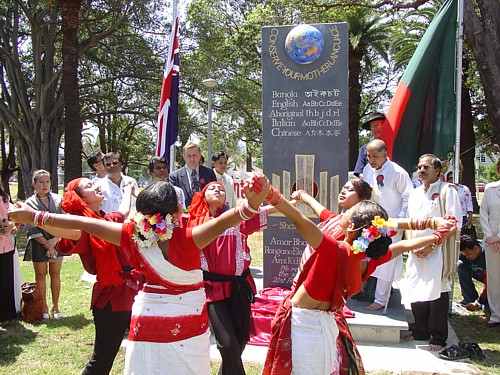
2006년 2월 19일 오스트레일리아 시드니에서 개최된 국제 모어의 날 기념대회 개막식.

## 용어 정리
모어(母語)의 기준으로 아래와 같은 기준이 제시된다.
- 태어나서 처음 습득한 언어에 기반할 것(origin)
- 화자의 내적 정체성에 기반할 것(internal ID)
- 화자의 외적 정체성에 기반할 것(external ID)
- 화자가 가장 잘 아는 언어에 기반할 것(competence)
- 화자가 가장 자주 사용하는 언어에 기반할 것(function)

모어(母語)와 모국어(母國語)가 의미 구별 없이 혼용되어 쓰이는 일이 많으나, 엄밀한 의미에서 모어와 모국어는 다르다. 지구 상의 대부분 지역에서는 대한민국과 같이 하나의 지배적인 언어가 쓰이는 경우는 드물고, 다언어가 병용되고 있다. 한국에서는 모국어= 모국의 언어= 한국어라는 등식이 성립하지만, 인도나 중국, 캐나다 같은 복수언어 공존 국가에서는 그 나라 국민의 모어와 모국어가 반드시 일치하지는 않는다. 모국어라는 표현을 쓰면 언어와 국가를 동일시하거나 언어에 국가정체성을 결부시키는 의미가 강하게 된다. 모어는 영어 'Mother Tongue'의 역어인데, 반드시 어머니로부터 말을 배웠을 경우만을 가리켜 모어라고 하지는 않는다. 아버지나 다른 친척, 또는 다른 사람에게 말을 배울 수도 있기 때문이다. 이 모어의 모(母)는 'native'와 가까운 의미로 사용되고 있다.
제1언어(First Language)라는 용어는 언어학 용어로써 처음 습득한 언어라는 정의에 적합한 용어로 간주되나, 학술용어쪽에 가깝고 일반적으로는 자주 쓰이지 않는다.
국어(國語)나 자국어(自國語)라는 말도 있는데, 국어는 대한민국, 중화민국에서 국가의 표준어로서의 이름으로 쓰인다.(또는 제한적으로 모어의 의미에 준한다는 의견도 있음) 자국어라는 말은 타국어, 외국어와의 관계에서 상대적으로 가리키는 말이다. 이외에 고유어로는 탯말이라는 표현도 있다. 모어는 꼭 하나의 언어에만 한정하는 것은 아니며, 두 개 이상의 언어를 모어로 습득하는 경우가 있으며, 이런 경우를 바이링구얼(bilingual) 등의 용어로 표현한다.

## 외국어
외국어(外國語)는 'foreign language'에 해당하는 말인데, 이 말의 문자 의미와 쓰임에도 다소간 문제가 있다. 일단 습득한 모어 이외의 언어를 외국어라고 부르는데, 이 표현도 언어를 국가와 결부시키고 있기 때문에, 국가와 언어가 일치하지 않는 경우(캐나다 프랑스어권에서 태어나 프랑스어를 모어로 익힌 사람이 "외국어"로 영어를 배울 경우, 영어는 "외국"어가 아니라 캐나다의 "모국"어이기 때문에 의미상 맞지 않음)에는 쓰임이 어색하다. 그러나, 모어와는 달리 외어(外語)같이 국가를 매개로 하지 않는 표현은 대한민국에서 사실상 쓰이지 않고 있다. 언어학 용어로는 제2언어(L2), 제3언어(L3) 등의 용어를 쓴다.

## 같이 보기
- 모어 화자 수순 언어 목록
- 제2언어
- 제3언어
- 아버지말 가설